# Spikebuccinum
Spikebuccinum là một chi ốc biển, là động vật thân mềm chân bụng sống ở biển trong họ Buccinulidae.

## Các loài
Các loài thuộc chi Spikebuccinum bao gồm:
- Spikebuccinum stephaniae Harasewych & Kantor, 2004[2]